# Deltora
Deltora (Deltora Quest) è una saga di genere high fantasy scritta da Jennifer Rowe sotto lo pseudonimo di Emily Rodda. Si compone di tre cicli di romanzi: Il magico mondo di Deltora, Ritorno a Deltora e Il segreto di Deltora.
Nel 2005 ne è stata tratta una versione manga e nel 2007 l'omonima trasposizione anime Deltora Quest, prodotta da Oriental Light and Magic.

## Elenco dei libri
La prima serie, Il magico mondo di Deltora (Deltora Quest), comprende otto volumi, la seconda, Ritorno a Deltora (Deltora Quest 2 o Deltora Shadowlands), tre volumi, e la terza, Il segreto di Deltora (Deltora Quest 3 o Dragons of Deltora), quattro volumi. In Italia l'intera saga è stata pubblicata da Edizioni Piemme.

### Il magico mondo di Deltora
- Le foreste del silenzio (2001)
- Il lago delle nebbie (2001)
- La città dei topi (2002)
- Il deserto delle sabbie mobili (2002)
- La montagna del terrore (2002)
- Il labirinto della bestia (2002)
- La valle degli incantesimi (2002)
- La città delle sette pietre (2002)

Nel 2006 i primi quattro volumi della serie sono stati riuniti nel libro Viaggio a Deltora. Gli ultimi quattro volumi sono invece stati riuniti nel libro Le sette pietre di Deltora, pubblicato nel 2007.
Nel 2015 l'intera serie è stata racchiusa nel libro unico Nel regno di Deltora.

### Ritorno a Deltora
- La caverna della paura (2004)
- L'isola dell'illusione (2004)
- Le Terre dell'ombra (2004)

Nel 2008 i tre volumi sono stati riuniti nel libro unico Ritorno a Deltora.

### Il segreto di Deltora
- Il nido del drago (2005)
- La porta delle ombre (2005)
- L'isola delle tenebre (2006)
- La notte dei draghi (2006)

Nel 2009 i quattro volumi sono stati riuniti nel libro unico I draghi di Deltora (titolo fedele all'originale).
Nel 2016 le serie Ritorno a Deltora e Il segreto di Deltora sono state racchiuse nel libro Il trono di Deltora.

## Ambientazione
Le serie che compongono la saga sono ambientate nell'omonimo regno di Deltora. Deltora è l'acronimo delle sette pietre (diamante, esmeraldo, lapislazzuli, topazio, opale, rubino, ametista) che compongono la Cintura di Deltora, oggetto magico protettore del regno.
| Diamante | Esmeraldo | Lapislazzuli | Topazio | Opale | Rubino | Ametista |
|          |           |              |         |       |        |          |

La capitale, Del, si trova vicino alla punta meridionale delle sue terre, ed è la residenza del sovrano di Deltora. Molti anni prima dell'inizio della saga, il regno era diviso in sette territori, governati da sette tribù. Le tribù traevano il proprio potere ciascuna da una potente gemma magica, ed erano sufficientemente forti da poter vivere in autonomia l'una dall'altra. Quando però dalle Terre dell'ombra, il territorio a nord di Deltora, il malvagio Signore dell'Ombra, creatura evanescente e dai poteri enormi, iniziò a tramare per conquistare il regno, il giovane fabbro di Del, Adin, forgiò una cintura d'acciaio con sette cavità; iniziò quindi a viaggiare per il regno e convinse ogni tribù ad abbandonare le inimicizie che fino a quel momento c'erano state e a coalizzarsi in un unico regno per far fronte alla colossale minaccia che si stagliava loro davanti. Le convinse anche a cedere le proprie pietre e, incastonatole nella cintura, creò così un potentissimo artefatto con il quale poté mettersi al comando di un grande esercito e ricacciare le Armate dell'Ombra oltre i confini del neonato regno di Deltora. Adin divenne il primo sovrano del regno, e la sua stirpe durò centinaia di anni.
La saga inizia quando un suo discendente, il debole e codardo re Endon, fugge da Del dopo che il suo consigliere più fidato, Prandius, si era rivelato in realtà un Ol, ovvero uno stregone al servizio del Signore dell'Ombra. L'Ol ha potuto spodestare il re perché con il tempo l'eccessiva fiducia nel proprio potere ha fatto credere ai vari sovrani di Deltora di poter governare anche senza l'ausilio della cintura, noncuranti delle sofferenze che Adin dovette passare proprio per crearla. Al tempo di Endon, l'oggetto è ormai segregato nella stanza di una torre nel palazzo: i complici dell'Ol hanno così modo di trafugarlo, e le sette gemme vengono ognuna nascosta in uno dei luoghi più pericolosi del regno, ciascuna protetta da un mostruoso guardiano al servizio dell'Ombra: le Foreste del Silenzio, il Lago delle Nebbie, la Città dei Topi, il Deserto delle Sabbie Mobili, la Montagna del Terrore, il Labirinto della Bestia e la Valle degli Incantesimi. Senza più né sovrano (solo i discendenti di Adin possono utilizzare la cintura e assumere il potere, e a quanto si sa l'unico figlio di Endon è sparito), né cintura, il Signore dell'ombra ha la strada spianata per conquistare il regno. Inizia così una terribile occupazione militare che durerà per quasi vent'anni.

## Personaggi

### Lief
Lief è il figlio di re Endon e legittimo erede al trono di Deltora. All'inizio della serie, i suoi genitori si nascondono dal signore dell'Ombra spacciandosi per una famiglia di fabbri. All'inizio della serie, Lief non è accorrente delle sue origini nobili, crescendo per le strade, tentando e schivando i guai. Nel giorno del suo sedicesimo compleanno, lascia Del in una missione magica e pericolosa per trovare le sette pietre dalla cintura di Deltora e l'erede destinato a indossarla (senza sapere di essere in realtà lui stesso l'erede). Lief è tentato in molti modi e alla fine della prima serie è cresciuto non solo in coraggio e forza, ma anche in saggezza e pazienza. Lief è molto coraggioso ed estremamente affidabile. A volte pensa di abbandonare la missione, ma il pensiero delle sofferenze dei suoi amici o alleati lo aiuta sempre a continuare. Nella seconda serie, i personaggi mettono in discussione la fiducia reciproca mentre complottano per salvare gli schiavi nelle Terre dell'Ombra. Nella terza serie, Lief e i suoi amici si avventurano di nuovo a Deltora, risvegliando gli antichi draghi che lo aiutano a distruggere le Sorelle del Nord, del Sud, dell'Est e dell'Ovest. Nell'ottavo libro, si dice che i capelli di Lief siano scuri. In "L'isola delle tenebre" è implicito che abbia almeno diciotto anni. Durante la seconda stagione, i sentimenti romantici tra Lief e Jasmine si intensificano e alla fine della terza stagione si sposano e hanno tre figli, una femmina di nome Anna (come la madre di Jasmine) e due gemelli chiamati Jarred (come il padre di Jasmine) ed Endon (come il padre di Lief).

### Barda
Barda è un omone grande e forte che funge da guardia del corpo e compagno d'armi di lief. All'inizio della serie, Barda sembra essere un povero mendicante che vive per le strade di Del. Fuggì dal palazzo il giorno in cui il Signore dell'Ombra attaccò e sua madre, la bambinaia Min, morì, diventando un mendicante perché sapeva che sarebbe stato il prossimo bersaglio che il nemico avrebbe cercato di uccidere. Si scopre che è un'ex guardia di palazzo che assume il ruolo di protettore di Lief, con grande sorpresa di Lief. È un abile spadaccino e spesso fa battute macabre sul fatto di essere bloccato con due giovani teste calde (Lief e Jasmine). Durante la serie, Barda compete in una gara in cui descrive la sua abilità speciale come la forza. Aiuta Lief e Jasmine lungo la ricerca ed è sempre coraggioso, non perde mai la speranza ed è piuttosto un gigante gentile. Alla fine della terza serie, Barda trova l'amore e la felicità con Lindal di Broome, che sposa e insieme hanno sei figli.

### Jasmine
Jasmine è una ragazza di 16 anni, più o meno la stessa età di Lief. Viene descritta con capelli castano-neri che le incorniciano il viso castano da elfo e gli occhi verde smeraldo. Quando è stata presentata per la prima volta, indossava i resti laceri delle uniformi delle Guardie Grigie. È spesso descritta come impaziente e sola, ma dal cuore buono. All'inizio della serie, Jasmine è una ragazza orfana e selvaggia che vive una vita solitaria nelle Foreste del Silenzio con i suoi animali/amici: Kree, un corvo, e Filli, una piccola creatura grigia e pelosa. Incontra Lief e Barda quando i due rimangono intrappolati nelle foreste dai Wenn. Jasmine comprende il linguaggio degli alberi e degli animali. È indipendente, come Lief, anche se mostra molto meno tatto. Non ha paura di difendere ciò in cui crede; se ritiene che qualcosa sia ingiusto o sbagliato, spiega il suo punto di vista senza timore delle conseguenze. Crede nella parità dei diritti e nell'equità. Tuttavia, non riesce a capire le persone che non combattono per se stesse. Grazie alla sua educazione nella foresta, Jasmine sa come difendersi, è più agile della maggior parte delle persone e riesce a stare in equilibrio sugli oggetti con grande facilità. È anche abituata a ottenere ciò che vuole, il che a volte causa conflitti con i suoi compagni. All'inizio della serie non aveva alcuna comprensione del denaro. In " Le Foreste del Silenzio", quando Jasmine tocca il topazio (che ha il potere di contattare il mondo degli spiriti), vede sua madre lì, che le dice di unirsi alla missione con Lief e Barda per salvare Deltora. Mostra un interesse romantico per Lief, anche se non sempre la vedono allo stesso modo. Ha un temperamento molto irascibile, il che fa sì che molte persone la descrivano come "selvaggia".

## Nei media

### Anime
Rodda ha affermato che c'è stato un certo interesse nell'adattare la serie di Deltora in un film, ma si è rifiutata di lasciare che qualsiasi adattamento cambiasse la storia. È stato confermato anche un gioco di ruolo in tempo reale per Nintendo DS con tutti e tre i personaggi. Una serie anime di 65 episodi di Deltora Quest, basata sui primi otto libri, ha iniziato la sua stagione di trasmissione in Giappone il 6 gennaio 2007. Rodda ha affermato di aver scelto questa opzione perché lei e i suoi figli "adorano gli anime giapponesi e vogliono che qualsiasi adattamento di Deltora sia bello". La serie è stata prodotta presso Oriental Light and Magic e diretta da Mitsuru Hongo. Almeno una modifica evidente è stata apportata all'adattamento dello studio: il colore dei capelli di Lief è stato cambiato da nero a biondo. Rodda non ha escluso che una versione live action della storia (sia cinematografica che televisiva) venga realizzata in futuro, ma intende aspettare di ricevere un'offerta che "ammiri sinceramente i libri così come sono". Esiste anche un adattamento manga di Makoto Niwano, serializzato su Bom Bom Comics e pubblicato da Kodansha.

### Proposta cinematografica
Nel 2011, Rodda annunciò in un'intervista su Girl.com.au, nell'ambito del programma Get Reading! dell'Australian Council of the Arts, di aver venduto i diritti cinematografici a una "importante casa di produzione di Hollywood" e di sperare che sia ciò che i suoi fan sperano. Lo stato del progetto è attualmente sconosciuto; tuttavia, sul suo sito web si legge: "Al momento non ci sono piani per un lungometraggio".